# Joyce Johnson
Pour les articles homonymes, voir Johnson.
 (novembre 2017).
Si vous disposez d'ouvrages ou d'articles de référence ou si vous connaissez des sites web de qualité traitant du thème abordé ici, merci de compléter l'article en donnant les références utiles à sa vérifiabilité et en les liant à la section « Notes et références ».
Joyce Johnson, née le 27 septembre 1935 à New York, est une écrivaine américaine.

## Biographie
Joyce Johnson se lie d'amitié dès le début des années 1950 avec Allen Ginsberg et Elise Cowen. Elle a une liaison amoureuse avec Jack Kerouac à partir de janvier 1957 qui dura jusqu'en 1958, période de publication de Sur la route qui rendit célèbre son auteur. Elle fait partie des Beat women, notamment pour la publication en 1962 du roman Come and Join the Dance, considéré comme le premier roman Beat écrit par une femme. Elle remporte le National Book Critics Award pour son autobiographie Minor Characters en 1983 et le O. Henry Award en 1987 pour sa nouvelle The Children's Wing  parue dans Harper's Magazine en juillet 1986. Son fils, Daniel Pinchbeck (en), est écrivain.

## Publications
- Come and join the dance, éd. Atheneum, 1962 (sous le nom de Joyce Glassman)
- Bad connections, éd. Putnam, 1978
- Minor Characters: a young woman's coming-of-age in the beat orbit of Jack Kerouac, éd. Houghton Mifflin, 1983
- In the Night Café, éd. Fontana, 1990
- What Lisa knew: the truths and lies of the Steinberg case. éd. Kensington, 1991
- Door Wide Open: A Beat Love Affair in Letters, 1957-1958, éd. Viking (correspondance avec Jack Kerouac), 2000
- Missing Men: A Memoir, éd. Viking, 2004,
- The Voice is All: The Lonely Victory of Jack Kerouac, éd. Viking, 2012

### Traductions en français
- Personnages secondaires, S. Messinger, 1984, 10/18, 1997 et Cambourakis, 2016
- Le Café de la nuit, S. Messinger, 1989